# Gran Premio de Vietnam
El Gran Premio de Vietnam iba a ser una carrera de automovilismo planeada para el Campeonato Mundial de Fórmula 1. Fue anunciado oficialmente en noviembre de 2018 por el gobierno de Hanói, tras varios meses de negociaciones, y posteriormente confirmado por la categoría para la temporada 2020.
A finales de febrero de 2020, semanas luego de que el Gran Premio de China de F1, programado para el 19 de abril, fuese suspendido por la epidemia de enfermedad por coronavirus, las autoridades locales afirmaron que «los preparativos estaban yendo de acuerdo al programa establecido» y que el evento programado para el 5 de abril «se llevaría a cabo según lo previsto». Luego de postergarse el inicio de la temporada, el Gran Premio fue suspendido oficialmente el 25 de agosto por la pandemia por coronavirus y la imposibilidad de organizar dos carreras con cuatro meses de diferencia con respecto al GP de Vietnam de 2021. Finalmente, el Gran Premio de Vietnam tampoco apareció en el calendario provisional para 2021, debido al arresto del presidente del Comité Popular de Hanoi, Nguyễn Đức Chung, por cargos de corrupción no relacionados con el Gran Premio. Y parece que el GP no se va a disputar tampoco en el futuro.

## Circuito
El trazado es un circuito urbano ubicado en el distrito Nam Từ Liêm, en la capital nacional Hanói; más específicamente en cercanías del estadio de fútbol Mỹ Đình.